# جوناثان بيتانكورت
جوناثان بيتانكورت هو لاعب كرة قدم إكوادوري في مركز الهجوم، ولد في 14 فبراير 1995 في إسمرالداس في الإكوادور. لعب مع نادي أوكاس.

## وصلات خارجية
- جوناثان بيتانكورت على موقع قاعدة بيانات كرة القدم.إي يو (الإنجليزية)
- جوناثان بيتانكورت على موقع Soccerway.com (الإنجليزية)